# 怀德
怀德（英語：Moses Clark White，1819年7月24日—1900年10月24日）是美以美会派往中国的先锋传教士。

## 生平
1819年7月24日，怀德出生在美国纽约州奧奈達縣的Paris。从1842年到1845年，怀德就读于Wesleyan Class。毕业后，怀德用了2年时间在耶鲁大学学习医学和神学，有时在附近的城镇Milford讲道。1847年3月13日，怀德与来自本州Cortland 县的Jane Isabel Atwater of Homer结婚，简当时是纽约州罗彻斯特的一位教师。
1847年9月，怀德和简到达福州，开始在当地的传教工作。不久简就染上疾病，最后在1848年5月25日，26岁时死于肺结核。1851年，怀德第二次结婚，妻子是来自纽约州Onondaga的 Mary Seely，也随同他前往福州传教。
怀德在福州的7年中，为福州人开办了一所进行世俗和宗教教育的学校，在掌握了当地的福州话之后，他翻译了马太福音，这是第一本福州话的基督教文献。同时，怀德还担任医生，研究和治疗鸦片的毒性作用。
1853年，怀德由于健康原因离开福州，（妻子玛丽已经在一年前离开），回到纽黑文的耶鲁大学重新学习医学，然后开始行医，直到去世。1854年，他获得耶鲁大学硕士学位。1856年7月，他出版了Methodist Quarterly Review上发表关于福州话的专著。
1900年10月24日，怀德去世。

## 参閲
- 美以美会在华传教士列表
- 美以美会差会